# Димитър Добрев (икономист)
Вижте пояснителната страница за други личности с името Димитър Добрев.
Димитър Добрев e български учен - икономист, работил в полето на счетоводната наука, теоретик, стопановед и университетски преподавател, професор. Избран е за втори ректор на Университета за национално и световно стопанство (тогава известен като „Свободен университет за политически и стопански науки“) след смъртта на неговия основател и първи ректор - акад. Стефан Бобчев.

## Биография
Димитър Добрев е роден в град Котел на 31 август 1888 г. Завършил Търговската гимназия в Свищов през 1907 г. Завършил висше образование и докторат в Лайпциг и Ерланген 1911 година. След завръщането си от Германия Добрев завеждал занаятчийско бюро при Търговската палата гр. Пловдив. Станал учител в Търговската гимназия Пловдив 1911 до 1918 година. От 1918 до 1919 работи като секретар в Централна кооперативна банка - София, после е бил учител в Търговската гимназия в София 1919 до 1924 година.
След това напълно се посвещава на научна дейност и през 1924 г. е избран за професор в Свободния университет (днес УНСС), където е на научна работа от основаването му до превръщането му в Държавно висше училище за финансови и административни науки (ДВУФАН) през 1940 г. След смъртта на професор Стефан Бобчев е избран за втори ректор на университета. Бил е първи декан на Факултета за стопански и социални науки при Софийския университет към който за кратко се влива ДВУФАН. От възстановяването на самостоятелността на ДВУФАН, под името Висш Икономически Институт „Карл Маркс“, проф. Д. Добрев е преподавател там до 1959 г.
Във Котленски Общински вестник, 1933 г. бр. 13 и 14 е споменато че „от скромния преподавател израсна един голям и вдъхновен творец в полето на счетоводната наука. Тая наука в България не съществуваше по-рано. Създаде я д-р Добрев“.
Проф. Добрев е споменат от бившите си студенти, които следват и стават високо квалифицирани специалисти в сферата на проявленията на икономическата мисъл и счетоводна теория в България. Във в. „Икономист“ бр. 20, 23.12.1988 Проф. Христо Калигоров казва „Проф. Добрев е не само голям учен, но и голям възпитател и педагог. Той учи младите кадри на етика и себеотдаване, на вглъбяване в работата“. Проф. Коста Пергелов говори за „приноса на основоположника на съвременната счетоводна мисъл в България..., който с право се възприема от поколенията за патриарх на счетоводството в България“.
Бил е счетоводител за Н.В. Цар Борис ІІІ преди войната. Бил е основател и директор на института на заклетите експерт счетоводители. Награден с орден Кирил и Методи 1-ва степен. Почина в София 21.4.1961.

## Главни научни трудове
- „Теория и анализ на балансите“, София 1946 г. Трето издание, Печатница „Българска Наука“, Пор.252/945. Р.889.
- „Наука за отделното стопанство“ София 1941 г., второ издание София 1946 г. Печатница „Изгрев“.
- „Систематичен курс по счетоводство“, 1946 г. шесто издание №28 Издание на Фонда за подпомагане на студентите в София ул. Кракра №21 Печатница Белеграф 1946 София ул. Опълченска 69.
- „Ръководство за контрола, ревизии и експертизи на стопанските предприятия“, София 1933 г. счетоводни, материални, стопанско-организационни, данъчно-фискални, съдебни и други проверки и експертизи.
- „Икономика на предприятието“ – записки две издания до 1949 г.
- „Основи на анализа на стопанската дейност на промишленото предприятие“ – 1954 и 1957 г.,
- „Систематично търговско счетоводство“ – 1914 г. Пловдив.
- „Структурни проблеми на технизираното стопанство 1945 г.
- „Индустриално счетоводство“ две издания 1924 г. и 1935 г.

## Памет
- Дейността на проф. д-р Димитър Добрев е представена в Музея на Университета за национално и световно стопанство в София.[1]
- Неговото име носи улица в „Студентски град“ в София (Карта).[1]
- „Проф. Димитър Добрев – патриархът на счетоводството в България“ (2024) – документален филм.[1]